# Hloris
Hloris (lat. Chloris), biljni rod iz porodice trava. Postoji pedesetak vrsta jednogodišnjeg raslinja i trajnica raširenih po Sjevernoj (južno od Kanade) i Južnoj Americi, Africi, Australiji, i nekim državama na jugu Azije. Neke vrste uvezene su i u Europu, te još nekim zemljama Azije.

## Vrste
1. Chloris affinis Caro & E.A.Sánchez
2. Chloris amethystea Hochst.
3. Chloris andropogonoides E.Fourn.
4. Chloris arenaria Hitchc. & Ekman
5. Chloris barbata Sw.
6. Chloris berazainiae Catasús
7. Chloris boliviensis Renvoize
8. Chloris bournei Rang. & Tadul.
9. Chloris burmensis D.E.Anderson
10. Chloris castilloniana Parodi
11. Chloris clementis Merr.
12. Chloris cruciata (L.) Sw.
13. Chloris cubensis Hitchc. & Ekman
14. Chloris cucullata Bisch.
15. Chloris diluta Renvoize
16. Chloris divaricata R.Br.
17. Chloris ekmanii Hitchc.
18. Chloris filiformis (Vahl) Poir.
19. Chloris flabellata (Hack.) Launert
20. Chloris flagellifera (Nees) P.M.Peterson
21. Chloris formosana (Honda) Keng
22. Chloris gayana Kunth
23. Chloris halophila Parodi
24. Chloris humbertiana A.Camus
25. Chloris jubaensis Cope
26. Chloris lobata Lazarides
27. Chloris mensensis (Schweinf.) Cufod.
28. Chloris montana Roxb.
29. Chloris mossambicensis K.Schum.
30. Chloris nutans (Stapf) P.M.Peterson
31. Chloris orthonoton Döll
32. Chloris paniculata Scribn.
33. Chloris pectinata Benth.
34. Chloris pilosa Schumach.
35. Chloris pumilio R.Br.
36. Chloris pycnothrix Trin.
37. Chloris quinquesetica Bhide
38. Chloris radiata (L.) Sw.
39. Chloris robusta Stapf
40. Chloris ruahensis Renvoize
41. Chloris rufescens Lag.
42. Chloris sagrana A.Rich.
43. Chloris sesquiflora Burkart
44. Chloris × subdolichostachya Müll.Hal.
45. Chloris submutica Kunth
46. Chloris suringarii Hitchc.
47. Chloris texensis Nash
48. Chloris truncata R.Br.
49. Chloris ventricosa R.Br.
50. Chloris verticillata Nutt.
51. Chloris virgata Sw.
52. Chloris wightiana Nees ex Steud.
53. Chloris woodii Renvoize